# Stare Hołowczyce
Stare Hołowczyce – wieś w Polsce położona w województwie mazowieckim, w powiecie łosickim, w gminie Sarnaki. Leży przy drodze wojewódzkiej nr .

## Zmiany administracyjne
W latach 1809–1952 miejscowość była siedzibą gminy Hołowczyce.  Od 1867 po podziale na powiaty i gminy, gmina Hołowczyce należała do powiatu konstantynowskiego w guberni siedleckiej, a w latach 1912-1915 do guberni chełmskiej. Po odzyskaniu niepodległości w 1918 gmina Hołowczyce wraz z powiatem należała do województwa lubelskiego. W 1932 wraz z całym powiatem Stare Hołowczyce zostały łącznie z gminą Hołowczyce wchłonięte przez powiat bialski. W czasie okupacji wieś należała do dystryktu lubelskiego Generalnego Gubernatorstwa. W 1952 roku siedzibę gminy przeniesiono z Hołowczyc do Horoszek Dużych. W 1954 w miejsce gmin wprowadzono Gromadzkie Rady Narodowe zlikwidowane w 1973 na rzecz większych gmin.
W 1956 utworzono nowy powiat łosicki przynależny do województwa warszawskiego. Gromadę Hołowczyce odłączono od powiatu bialskiego, przyłączając do nowo powstałego powiatu. W latach 1975–1998 miejscowość należała administracyjnie do województwa bialskopodlaskiego, jako sołectwo w gminie Sarnaki.

## Historia wsi
Wieś królewska założona przed 1545. Prawdopodobnie nazwa wywodzi się od wyrazu hołowszczyna – oznaczająca niezalesione, nieurodzajne pagórki. Wieś należała do starostwa mielnickiego. W 1545 wymieniona w Regestrze popisu zamku mielnickiego sporządzonego przez dworzanina królewskiego Krzysztofa Jurewicza. Należały do starej struktury gospodarczej opartej na tzw. dziesiątkach. Siedziby tych jednostek znajdowały się we wsiach zapewne starszych od pozostałych: Żerczyce, Mierzwice i Borsuki. Hołowczyce, liczące wtedy 100 dymów, łącznie ze Szpakami, Serpelicami i Klepaczewem należały do dziesiątka żerczyckiego. Same Żerczyce leżały w północno-wschodnim skraju starostwa mielnickiego. Hołowczyce w XVII w. kościelnie podlegały unickiej parafii pw. Zmartwychwstania Pańskiego w Mielniku. Struktura parafialna zapewne była oparta na podobnej, wcześniejszej prawosławnej. Po likwidacji uni w 1875 Hołowczyce nominalnie należały do prawosławnej parafii w Chłopkowie, by w 1905 wszyscy mieszkańcy wsi przyjęli wyznanie rzymskokatolickie.
W 1775 dobra Hołowczyce (czyli m.in. dzisiejsze Stare Hołowczyce, Nowe Hołowczyce i Hołowczyce-Kolonia) oraz folwarki w Zabużu i Mierzwicach (Mierzwice-Kolonia), zwane starostwem hołowczyckiem, otrzymał w dożywotnią dzierżawę starosta mielnicki Adam Jakub Szydłowski. Po jego śmierci w 1815 majątek przeszedł z powrotem  pod administrację państwową i był ponownie wydzierżawiany jako dobra rządowe. W 1827 wieś miała (łącznie z folwarkiem) 70 zagród i 400 mieszkańców. W II poł. lat 40. XIX w. po regulacji (urządzaniu) poprzedzającej oczynszowanie w dobrach rządowych, wzdłuż drogi do Horoszek powstała nowa wieś Nowe Hołowczyce (Dębiny), a Hołowczyce odtąd nazwano Starymi Hołowczycami. Do uwłaszczenia w Hołowczycach pańszczyznę odrabiali chłopi z Hołowczyc, Horoszek Dużych i Borsuk. W XIX w. wieś miała charakter mieszany z ludnością pochodzenia ruskiego i mazowieckiego.
8 sierpnia 1920 w walce pod wsią Hołowczyce poległ Michał Śledziona, podporucznik piechoty Wojska Polskiego, kawaler Orderu Virtuti Militari.

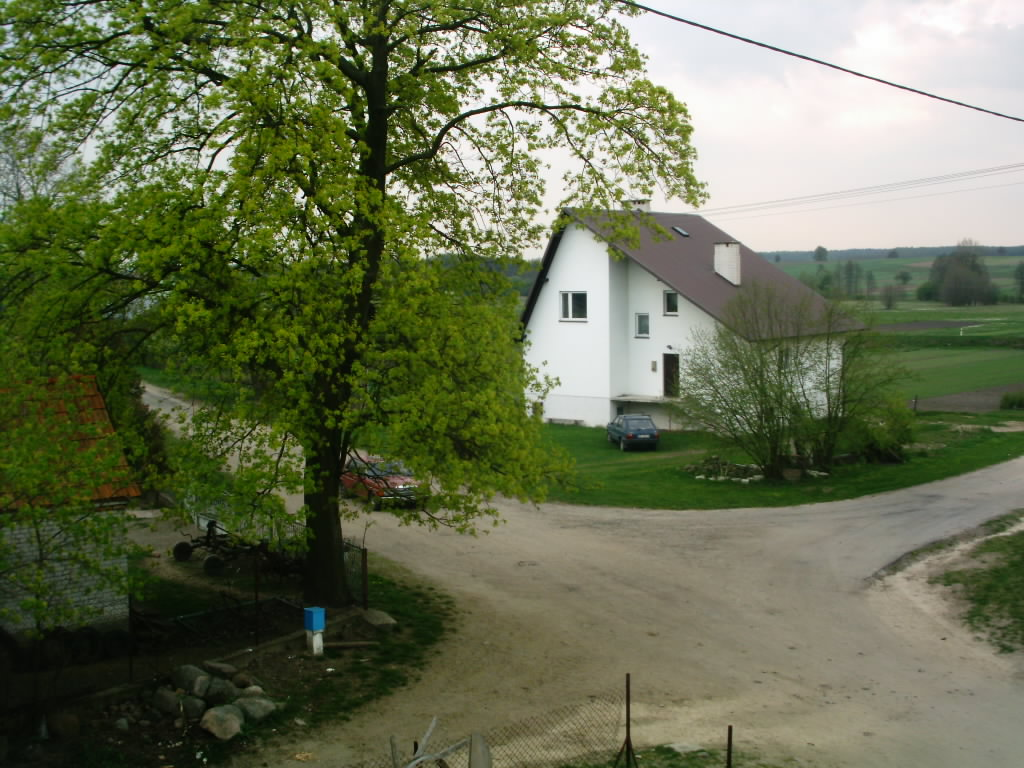
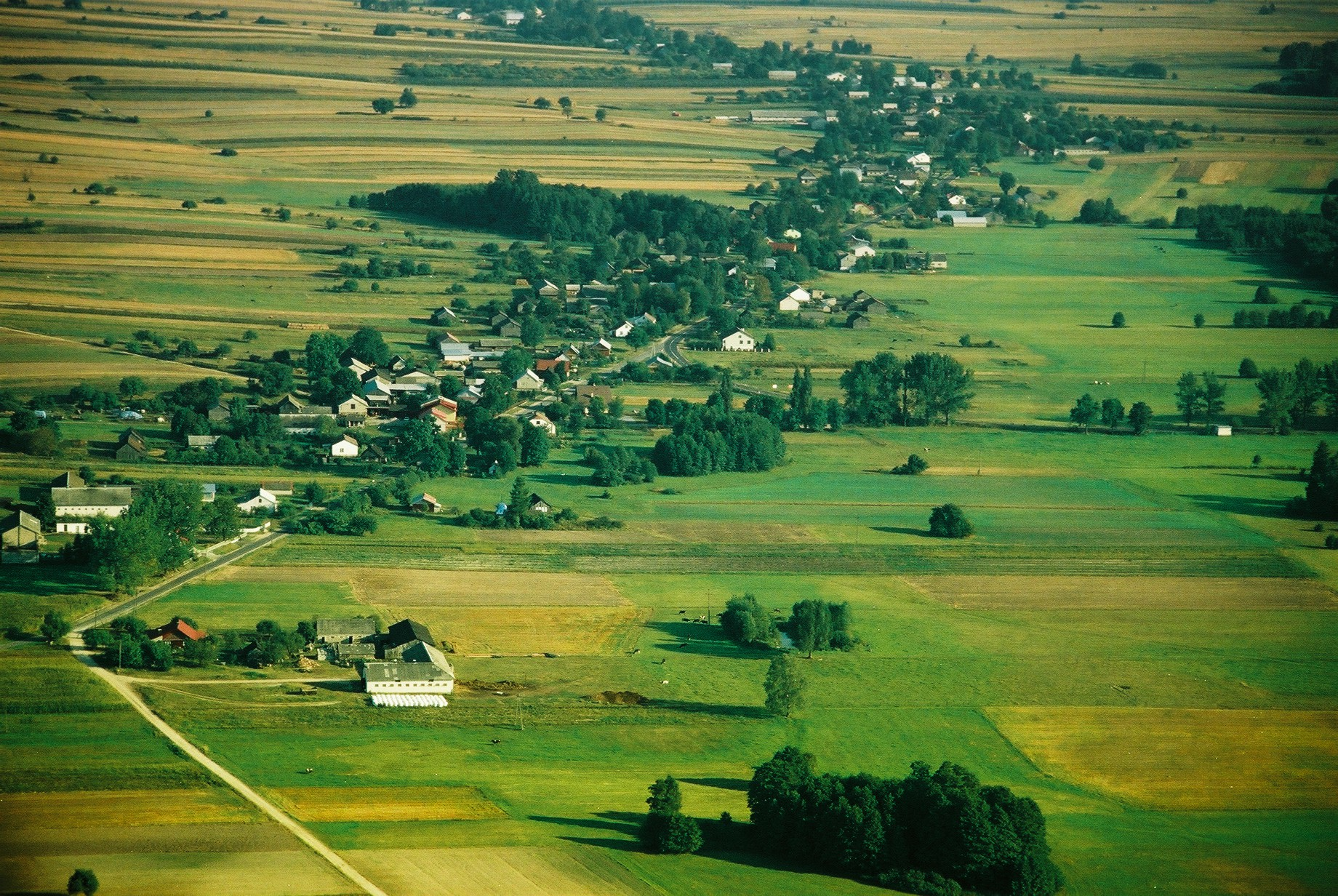